# Herz-Jesu-Kirche (Heeren-Werve)

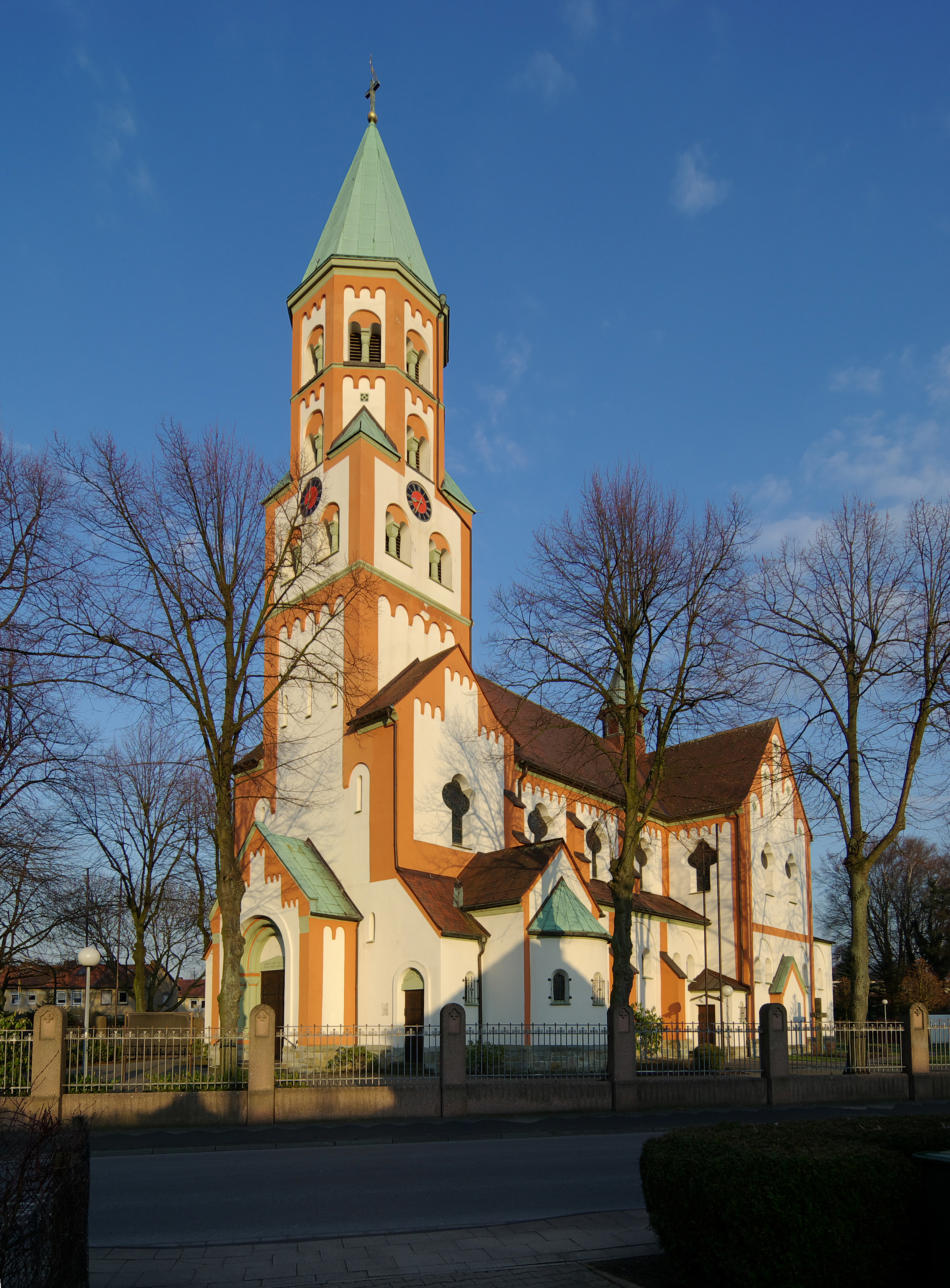
Herz-Jesu-Kirche

Die katholische Pfarrkirche Herz Jesu ist ein denkmalgeschütztes Kirchengebäude in der Pröbstingstraße 13 in Heeren-Werve, einem Ortsteil von Kamen, im Kreis Unna (Nordrhein-Westfalen).

## Geschichte und Architektur

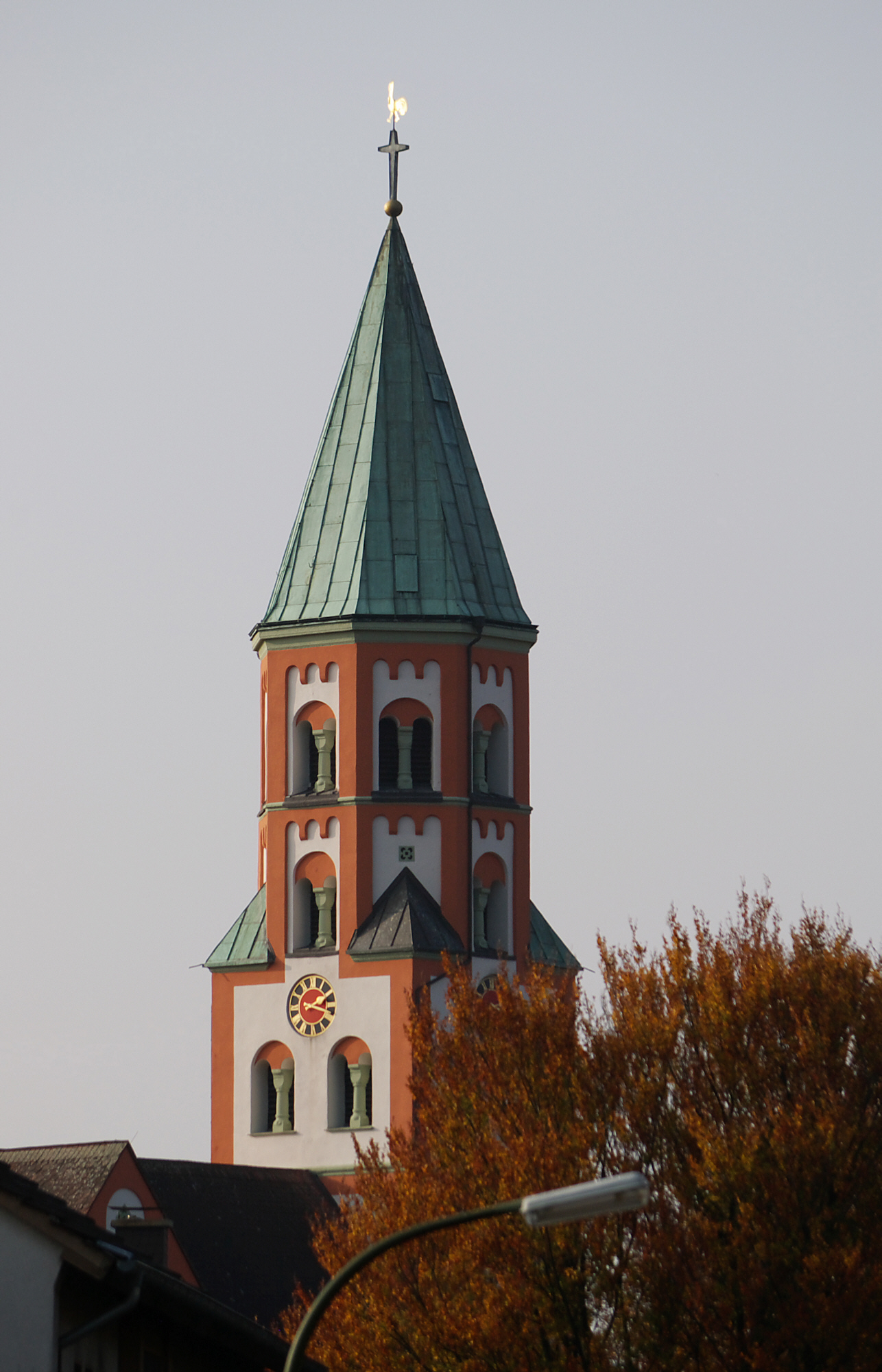
Turmansicht

Die Querhausbasilika in den Formen der rheinischen Spätromantik wurde von 1910 bis 1911 unter der Bauleitung von Johannes Franziskus Klomp errichtet. Der Dreiapsidensabschluss ist gestaffelt, Der hohe, im Oberteil achteckige Turm ist in den Westbau eingezogen. Die Außenwände sind verputzt, sie sind reich durch Bogenfriese und Lisenen gegliedert. Seit 1984 herrscht eine kräftige Farbgebung vor.
Das breite, hohe Mittelschiff ist gratgewölbt, in die schmalen Seitenschiffe wurden Quertonnengewölbe eingezogen. Eduard Goldkuhle erstellte 1932 eine Raumfassung in Art-Déco-Formen von zurückhaltender Farbigkeit. Diese wurde 1982 wieder freigelegt und restauriert. Die Architekturglieder sind gefasst, die Gewölbezwickel und -scheitel wurden durch geometrische Motive betont. Die Apsis ist mit Engeln verziert, die dem Herzen Jesu huldigen. Im westlichen Emporenjoch steht das Gefallenenmal von 1922, es wurde von dem Bildhauer Hermanns angefertigt. Der Tabernakelaltar in Art-déco Formen wurde 1919 von Christian Sauerland angefertigt. Die Flügel sind aufklappbar, es werden Szenen aus dem Leben Jesu gezeigt.
Das Geläut besteht aus vier Glocken. Im Hauptturm hängen eine Bronzeglocke in a', gegossen 1926 von der Gießerei Otto in Bremen-Hemelingen, und zwei Gussstahlglocken in e' und fis' von 1948, aufgehängt an gekröpften Stahljochen. Im Dachreiter hängt eine kleine Bronzeglocke in c"', gegossen 1981 von Petit & Edelbrock.